# 12월 14일
12월 14일은 그레고리력으로 348번째(윤년일 경우 349번째) 날에 해당한다.

## 사건
- 867년 - 교황 하드리아노 2세, 106대 로마 교황으로 취임.
- 872년 - 교황 요한 8세, 107대 로마 교황으로 취임.
- 1819년 - 앨라배마주가 미국의 23번째 주가 되었다.
- 1955년 - 네팔, 라오스, 루마니아, 리비아, 불가리아, 스리랑카, 아일랜드, 알바니아, 스페인, 오스트리아, 요르단, 이탈리아, 캄보디아, 핀란드, 포르투갈, 헝가리 등 16개국이 유엔에 가입.
- 1979년 - 경기도 성남시와 수원시에서 미확인 비행물체가 발견되다.
- 1959년 - 재일교포 북송선 첫 출항.
- 1990년 - 대한민국 대통령 노태우와 소련 대통령 고르바초프가 모스크바에서 한국·소련 정상회담을 가진 뒤 모스크바 선언을 채택한다.
- 2014년 - 일본 제47회 일본 중의원 의원 총선거에서 자민당이 압도적인 승리를 거두었다.
- 2021년 - 2021년 서귀포 해역 지진: 제주도 해역 41km 부근에서 지진이 발생하였다.
- 2022년 - 대한민국 서울 남대문시장에서 화재가 발생했다.
- 2024년 - 윤석열 대한민국 대통령에 대한 탄핵 소추안이 가결되었다.

## 문화
- 1911년 - 로알 아문센의 탐험대가 인류 최초로 남극점에 도달하다.
- 1977년 - 한국일보 설립.
- 2008년 - 일본 신칸센 0계 전동차가 산요 신칸센에서 완전히 퇴역하였다.
- 2024년 - 대경선 개통.

## 탄생
- 1009년 - 제69대 일본의 천황 고스자쿠 천황. (~1045년)
- 1503년 - 프랑스의 천문학자, 의사, 예언가 노스트라다무스. (~1566년)
- 1546년 - 덴마크의 천문학자 튀코 브라헤. (~1601년)
- 1631년 - 잉글랜드의 철학자 앤 콘웨이. (~1679년)
- 1895년 - 영국의 국왕 조지 6세. (~1952년)
- 1912년 - 예비역 영국 해군 상사 출신의 소믈리에 노동업자 앨프리드 레논. (~1976년)
- 1919년 - 대한민국의 가수 현인. (~2002년)
- 1932년 - 대한민국의 정치인 김재홍. (~2001년)
- 1941년 - 대한민국의 정치인 이덕호.
- 1942년 - 대한민국의 배우 권미혜.
- 1945년 - 이란의 작가 겸 정치철학자 자바드 타바타바이. (~2023년)
- 1946년
  - 영국의 싱어송라이터, 가수 겸 배우 제인 버킨. (~2023년)
  - 미국의 배우 린 마리 스튜어트. (~2025년)
  - 동독의 전 창던지기 선수 루트 푸흐스. (~2023년)
- 1947년 - 대한민국의 배우 신국. (~2020년)
- 1950년 - 대한민국의 배우 정일모.
- 1952년 - 대한민국의 공무원 김성중.
- 1959년 - 대한민국의 의원 황세영.
- 1960년
  - 이란의 제8대 대통령 에브라힘 라이시. (~2024년)
  - 영국의 전직 축구 선수 크리스 워들.
- 1962년 - 대한민국의 방송인 서정희.
- 1964년
  - 대한민국의 가수 이상번.
  - 대한민국의 가수, 작곡가 이선희.
- 1965년 - 대한민국의 정치인 문대림.
- 1966년
  - 대한민국의 무술감독, 배우 정두홍.
  - 대한민국의 야구 선수 김상우.
- 1968년
  - 대한민국의 정치인 오영훈.
  - 대한민국의 싱어송라이터, 음악 프로듀서 추가열.
- 1969년
  - 이탈리아의 베이스바리톤 가수 일데브란도 다르칸젤로.
  - 대한민국의 성우 엄태국.
  - 대한민국의 음악가, 기타 연주자 이현석.
- 1970년 - 스위스의 스켈레톤 선수 그레고어 슈텔리.
- 1971년 - 미국의 만화가 존 캐서데이. (~2024년)
- 1973년 - 대한민국의 배우 정혜영.
- 1976년 - 대한민국의 아나운서 최혜심.
- 1977년
  - 대한민국의 기자 겸 앵커 이윤희.
  - 일본의 성우 모모이 하루코.
- 1979년
  - 영국의 축구 선수 마이클 오언.
  - 대한민국의 작가 허지웅.
  - 오스트레일리아의 가수, 배우, 모델 소피 멍크.
- 1980년 - 대한민국의 교육인 이광호.
- 1981년
  - 대한민국의 배우 이선호.
  - 대한민국의 피아니스트 겸 작곡가 백나예.
  - 미국의 프로레슬링 선수 조니 지터.
- 1982년
  - 대한민국의 배우 이영훈.
  - 대한민국의 배우, 영화감독 구교환.
- 1983년
  - 대한민국의 배우 강기화.
  - 프랑스의 축구 심판 스테파니 프라파르.
- 1984년 - 대한민국의 전 축구 선수 김민수.
- 1985년
  - 대한민국의 쇼호스트 김아라.
  - 폴란드의 축구 선수 야쿠프 브와슈치코프스키.
  - 대한민국의 배우 최정화.
- 1986년
  - 대한민국의 배우 윤은채.
  - 대한민국의 전직 스타크래프트 프로게이머 장재호.
  - 튀르키예의 권투 선수 아타귄 얄층카야.
- 1987년 - 대한민국의 치어리더 이경아.
- 1988년
  - 대한민국의 배우 김보정.
  - 대한민국의 가수 진원.
  - 미국의 배우, 가수 버네사 허진스.
  - 일본의 성우 무라세 아유무.
  - 일본의 야구 선수 사카모토 하야토.
  - 프랑스의 농구 선수 니콜라 바튐.
- 1989년
  - 대한민국의 배우 남상지.
  - 대한민국의 가수 온유 (샤이니).
  - 대한민국의 성우 비주언.
  - 대한민국의 배구 선수 양효진.
  - 대한민국의 축구 선수 정우영.
- 1990년
  - 대한민국의 가수 비범 (블락비).
  - 대한민국의 가수 충완.
- 1991년
  - 일본의 배우, 가수 타카하타 미츠키.
  - 미국의 래퍼, 싱어송라이터 오프셋.
  - 대한민국의 전 배우 차주혁.
  - 대한민국의 아나운서 조은지.
- 1992년
  - 대한민국의 가수 윤조 (헬로비너스, 유니티).
  - 일본의 축구 선수 미야이치 료.
  - 대한민국의 전직 스타그래프트 양희수.
  - 일본의 배우 코지마 미나미.
- 1993년
  - 대한민국의 농구 선수 정효근.
  - 캐나다의 스타크래프트 프로게이머 사샤 호스틴.
- 1994년
  - 프랑스의 축구 선수 클라리스 르 비앙.
  - 대한민국의 가수 살랑.
- 1995년
  - 대한민국의 가수 허찬 (빅톤).
  - 스페인의 축구 선수 알바로 오드리오솔라.
- 1996년 - 독일의 축구 선수 리로이 자네.
- 1997년 - 일본의 야구 선수 오제키 도모히사.
- 1998년
  - 대한민국의 가수 제이니 (지피 베이직).
  - 대한민국의 가수, 배우, 모델 김지웅.
  - 대한민국의 래퍼 타임피버.
- 1999년
  - 미국의 배우 칼리 스콧 콜린스.
  - 대한민국의 배우 안은호.
  - 대한민국의 가수, 배우 윤서빈.
  - 대한민국의 유튜버 덕개.
- 2000년 - 대한민국의 배우 최원홍.
- 2001년
  - 대한민국의 가수 강석.
  - 대한민국의 야구 선수 이강준.
  - 대한민국의 축구 선수 최수웅.
- 2002년 - 대한민국의 피아노 연주자 허지희.
- 2005년 - 대한민국의 스피드 스케이팅 선수 이나현.
- 2011년 - 대한민국의 아역 배우 옥예린.

## 사망
- 872년 - 제106대 로마의 교황 교황 하드리아노 2세. (792년~)
- 1542년 - 스코틀랜드의 국왕 제임스 5세. (1512년~)
- 1788년 - 스페인의 왕 카를로스 3세. (1716년~)
- 1799년 - 미국의 초대 대통령 조지 워싱턴. (1732년~)
- 1873년 - 프로이센의 왕비 엘리자베트 루도비카 폰 바이에른 왕녀. (1801년~)
- 2015년 - 대한민국의 정치인, 국회의장 이만섭. (1932년~)
- 2019년
  - 대한민국의 기업인 구자경. (1925년~)
  - 덴마크의 영화배우 아나 카리나. (1940년~)
  - 미국의 은행가 펠릭스 로하틴. (1928년~)
- 2020년 - 프랑스의 축구 감독 제라르 울리에. (1947년~)
- 2024년 - 루마니아의 영화감독 미르체아 디아코누. (1949년~)

## 기념일
- 원숭이의 날: 비공식 휴일
- 47로닌 추모일: 일본
- 앨라배마주 연방 편입일: 미국

## 같이 보기
- 전날: 12월 13일 다음날: 12월 15일 - 전달: 11월 14일 다음달: 1월 14일
- 음력: 12월 14일
- 모두 보기